# El misterio de Pale Horse
El misterio de Pale Horse  es un libro de la escritora británica Agatha Christie, publicado en 1961.

## Argumento
El escritor Mark Easterbrook se ve poco a poco envuelto involuntariamente en una compleja historia de muertes aparentemente naturales con algo en común: siempre había alguien que ganaba mucho con cada una de estas muertes y los nombres de los fallecidos constaban en la lista escrita por el reverendo Gorman la noche en que fue asesinado.
Mark y su amiga, escritora de novelas policíacas, Ariadne Oliver, participan de una fiesta de beneficencia organizada por una pariente de Mark en una pequeña ciudad de interior. Después de la fiesta él tiene la oportunidad de conocer al Caballo Amarillo, de quien tanto había oído hablar.
El Caballo Amarillo es una mansión que en el pasado había sido una hospedería donde actualmente viven las brujas del poblado, tres mujeres extrañas que organizan sesiones de espiritismo y hechicería. En esta misma oportunidad, Mark conoce al Sr. Venables, hombre poderoso, inválido e identificado por el farmacéutico Osborne —importante testigo— como el hombre que seguía al reverendo Gorman la noche que fue asesinado.
Mark se da cuenta de una serie de coincidencias que lo hacen pensar que la muerte de las personas en la lista es consecuencia del hechizo de las brujas del Caballo Amarillo y se dispone a ayudar a sus amigos de la policía a desentrañar el misterio.

## Personajes
- Mark Easterbrook, historiador, protagonista de la historia
- Inspector Lejeune, policía a cargo de la investigación
- Ariadne Oliver, famosa escritora de novelas de misterio
- Jim Corrigan, policía
- Katherine "Ginger" Corrigan, mujer joven que decide ayudar a Mark
- Mr Venables, hombre inválido, coleccionista de objetos raros
- Zachariah Osbourne, un farmacéutico, principal testigo del crimen del padre Gorman
- Mr Bradley, representante legal de The Pale Horse
- Thyrza Grey, practicante de las "artes oscuras"
- Sybil Stamfordis, médium
- Bella Webb, bruja y cocinera de Sybil
- Thomasina Tuckerton, joven heredera
- Pamela "Poppy" Stirling, empleada de una florería y amiga de Ginger
- Rev. Dane Calthrop, vicario
- Mrs Dane Calthrop, esposa del vicario de la iglesia
- Rhoda Despard, prima de Mark
- Colonel Despard, esposo de Rhoda
- Mrs Tuckerton, madrastra de Thomasina
- Mrs Coppins, dueña de la pensión donde vivía Mrs Davis, mujer quien al morir se confesó con el padre Gorman
- Eileen Brandon, mujer empleada de empresa encuestadora
- Hermia Redcliffe, amiga cercana de Mark
- David Ardingley, historiador amigo Mark
- Father Gorman, sacerdote católico asesinado tras recibir una confesión

## Impacto en el mundo real
El libro ha contribuido a masificar el conocimiento de los síntomas de envenenamiento por talio, descritos en el libro. Una enfermera que había leído el libro dio la alerta en un caso de un bebé en su hospital en Londres, y también sirvió a los doctores para ayudar a determinar el último crimen del asesino serial Graham Frederick Young en 1972.